# Eparchie mykolajivská (PCU)
Eparchie Mykolajiv je eparchie pravoslavné církve Ukrajiny.

## Území a titul biskupa
Zahrnuje správní hranice území Mykolajivské oblasti.
Eparchiálnímu biskupovi náleží titul biskup mykolajivský a bohojavlenský.

## Historie
Svůj historický původ má v mykolajovské eparchii Ruské pravoslavné církve.
Dne 24. srpna 1991 bylo rozhodnuto o nezávislosti Ukrajiny a 1. až 3. listopadu 1991 se konala Celoukrajinský místní sobor církve, který rozhodl o plné autokefalitě Ukrajinské pravoslavné církve.
Dne 25. června 1992 bylo rozhodnuto o spojení Ukrajinské pravoslavné církve a Ukrajinské autokefální pravoslavné církve, čímž vznikla Ukrajinská pravoslavná církev Kyjevského patriarchátu. Součástí patriarchátu se stala také eparchie mykolajivsko-chersonská.
Dne 30. září 1997 došlo k rozdělení eparchie na samostatnou mykolajivskou a samostatnou chersonskou eparchii.
Roku 2018 přešla eparchie na Sjednocujím sněmu ukrajinských pravoslavných církví do jurisdikce nové Pravoslavné církve Ukrajiny.

## Seznam biskupů
- 1991–1992 Pantelejmon (Romanovskyj)
- 1992–1993 Varsonofij (Mazurak)
- 1993–1993 Olexij (Caruk)
- od 1993 Volodymyr (Ladyka)